# Liste der Monuments historiques in Le Faou
Die Liste der Monuments historiques in Le Faou führt die Monuments historiques in der französischen Gemeinde Le Faou auf.

## Liste der Bauwerke
| Bezeichnung                   | Beschreibung | Standort                                        | Kennzeichnung | Schutzstatus | Datum | Bild           |
| ----------------------------- | ------------ | ----------------------------------------------- | ------------- | ------------ | ----- | -------------- |
| Kirche Notre-Dame in Rumengol |              | (Lage)                                          | PA00089926    | Classé       | 1985  | weitere Bilder |
| Kirche St-Sauveur             |              | Rue de la Grève Rue du Général-de-Gaulle (Lage) | PA00089925    | Inscrit      | 1932  | weitere Bilder |
| Fontaine de Rumengol          | Brunnen      | (Lage)                                          | PA00089927    | Inscrit      | 1926  | weitere Bilder |
| Haus                          |              | 1, place des Fusillés-et-Résistants (Lage)      | PA00089935    | Inscrit      | 1934  | weitere Bilder |
| Haus                          |              | 4/6, place des Fusillés-et-Résistants (Lage)    | PA00089929    | Inscrit      | 1951  |                |
| Haus                          |              | 5, place des Fusillés-et-Résistants (Lage)      | PA00089934    | Inscrit      | 1934  |                |
| Haus                          |              | 5, place des Fusillés-et-Résistants (Lage)      | PA00089933    | Inscrit      | 1934  | weitere Bilder |
| Haus                          |              | 8, place des Fusillés-et-Résistants (Lage)      | PA00089930    | Inscrit      | 1951  |                |
| Haus                          |              | 11, place des Fusillés-et-Résistants (Lage)     | PA00089932    | Inscrit      | 1951  | weitere Bilder |
| Haus                          |              | 21, place des Fusillés-et-Résistants (Lage)     | PA00089931    | Inscrit      | 1951  | weitere Bilder |
| Haus                          |              | 1, rue du Général-de-Gaulle (Lage)              | PA00089936    | Inscrit      | 1932  | weitere Bilder |
| Haus                          |              | 2, rue du Général-de-Gaulle (Lage)              | PA00089937    | Inscrit      | 1932  | weitere Bilder |
| Haus                          |              | 4, rue du Général-de-Gaulle (Lage)              | PA00089938    | Inscrit      | 1932  |                |
| Haus                          |              | 6, rue du Général-de-Gaulle (Lage)              | PA00089928    | Classé       | 1925  | weitere Bilder |
| Haus                          |              | 22/24, rue du Général-de-Gaulle (Lage)          | PA00089939    | Inscrit      | 1951  | weitere Bilder |
| Haus                          |              | 30, rue du Général-de-Gaulle (Lage)             | PA00089940    | Inscrit      | 1951  | weitere Bilder |
| Haus                          |              | 32, rue du Général-de-Gaulle (Lage)             | PA00089941    | Inscrit      | 1951  | weitere Bilder |
| Haus                          |              | 33, rue du Général-de-Gaulle (Lage)             | PA00089949    | Inscrit      | 1951  | weitere Bilder |
| Haus                          |              | 35, rue du Général-de-Gaulle (Lage)             | PA00089948    | Inscrit      | 1951  |                |
| Haus                          |              | 36, rue du Général-de-Gaulle (Lage)             | PA00089942    | Inscrit      | 1951  | weitere Bilder |
| Haus                          |              | 44, rue du Général-de-Gaulle (Lage)             | PA00089943    | Inscrit      | 1953  | weitere Bilder |
| Haus                          |              | 46, rue du Général-de-Gaulle (Lage)             | PA00089944    | Inscrit      | 1951  | weitere Bilder |
| Haus                          |              | 48, rue du Général-de-Gaulle (Lage)             | PA00089947    | Inscrit      | 1951  |                |
| Haus                          |              | 50, rue du Général-de-Gaulle (Lage)             | PA00089946    | Inscrit      | 1951  | weitere Bilder |
| Haus                          |              | 52, rue du Général-de-Gaulle (Lage)             | PA00089945    | Inscrit      | 1951  | weitere Bilder |
| Haus                          |              | 2, rue de Rosnoën (Lage)                        | PA00089950    | Inscrit      | 1951  |                |
| Haus                          |              | 6, rue de Rosnoën (Lage)                        | PA00089951    | Inscrit      | 1951  | weitere Bilder |

## Liste der Objekte
- Monuments historiques (Objekte) in Le Faou in der Base Palissy des französischen Kultusministeriums